# NAD(P)H oxidasa
L'enzim NAD(P)H oxidasa o dual oxidasa (DUOX), EC 1.6.3.1, catalitza la reacció d'oxidació del NADH o NADPH a NAD+ o NADP+ utilitzant oxigen molecular i produint peròxid d'hidrogen. Utilitza com a cofactors calci, FAD i el grup hemo.
NAD(P)H + O₂ {\displaystyle \rightleftharpoons } NAD(P)+ + O2-
Aquesta proteïna de transmembrana amb presència de calci genera peròxid d'hidrogen transferint electrons des del NAD(P)H intracel·lular a l'oxigen extracel·lular. El pont d'electrons a través de l'enzim conté una molècula de FAD i probablement dos grups hemo. La proteïna s'expressa en la membrana apical dels tirocits i proporciona peròxid d'hidrogen per a la biosíntesi de les hormones tiroïdals catalitzada per la tiroide peroxidasa.
També participa en la defensa antimicrobiana intervinguda per la lactoperoxidasa en la superfície de les mucoses. Té la seva pròpia activitat peroxidasa a través del seu peroxidasa-domini N-terminal.